# Górzno (gmina w województwie kujawsko-pomorskim)
Górzno – gmina miejsko-wiejska w Polsce położona w województwie kujawsko-pomorskim, w powiecie brodnickim. W latach 1975–1998 gmina administracyjnie należała do województwa toruńskiego.
Siedzibą gminy jest Górzno.
Według danych z 30 czerwca 2004 gminę zamieszkiwało 3921 osób. Natomiast według danych z 31 grudnia 2017 roku gminę zamieszkiwało 3955 osób.
Według danych z 31 grudnia 2019 roku gminę zamieszkiwało 3913 osób.

## Struktura powierzchni
Według danych z roku 2002 gmina Górzno ma obszar 119,38 km², w tym:
- użytki rolne: 44%
- użytki leśne: 49%

Gmina stanowi 11,49% powierzchni powiatu.

## Ochrona przyrody
Na terenie gminy znajdują się 4 rezerwaty przyrody:
- Rezerwat przyrody Czarny Bryńsk - torfowiskowy, chroni stanowisko kłoci wiechowatej i inne gatunki roślinności torfowiskowej
- Rezerwat przyrody Jar Brynicy - krajobrazowy, chroni system przyrodniczy rzeki Brynicy
- Rezerwat przyrody Ostrowy nad Brynicą - leśny, chroni las mieszany z udziałem lipy drobnolistnej oraz roślinnością kserotermiczną
- Rezerwat przyrody Szumny Zdrój - leśny, chroni las mieszany wraz z wąwozami i źródliskami.

## Demografia

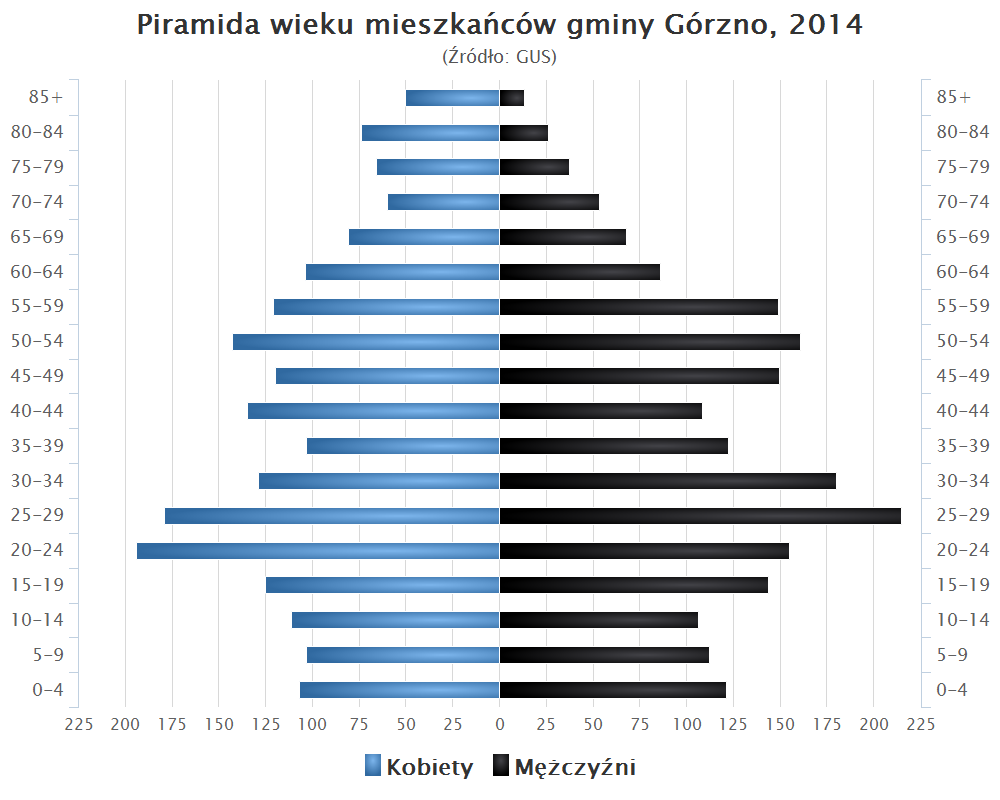
Piramida wieku mieszkańców gminy Górzno w 2014 roku

Dane z 30 czerwca 2004:
| Opis                              | Ogółem | Ogółem | Kobiety | Kobiety | Mężczyźni | Mężczyźni |
| --------------------------------- | ------ | ------ | ------- | ------- | --------- | --------- |
| jednostka                         | osób   | %      | osób    | %       | osób      | %         |
| populacja                         | 3921   | 100    | 1967    | 50,2    | 1954      | 49,8      |
| gęstość zaludnienia (mieszk./km²) | 32,8   | 32,8   | 16,5    | 16,5    | 16,4      | 16,4      |

## Zabytki
Wykaz zarejestrowanych zabytków nieruchomych na terenie gminy:
- kościół parafii pod wezwaniem Świętego Krzyża z lat 1765-73 w Górznie, nr A/4/3 z 17.10.1929 roku
- zespół młyński w Czarnym Bryńsku-Traczyskach, obejmujący: młyn szachulcowy z 1905roku i dom z 1912, nr 584 z 24.11.1988 roku.

## Sołectwa
Czarny Bryńsk, Fiałki, Gołkowo, Górzno-Wybudowanie, Miesiączkowo, Szczutowo, Szynkówko, Zaborowo.

## Miejscowości niesołeckie
Bachor, Borek, Bryńsk Królewski, Brzeziny, Buczkowo, Diabelec, Falk, Gać, Karw, Kocioł, Kozie Błotko, Nowy Świat, Nowy Świat (leśniczówka), Pólko, Rogal, Ruda, Traczyska, Wierzchownia.

## Sąsiednie gminy
Bartniczka, Lidzbark, Lubowidz, Świedziebnia